# 졸·병
졸·병(卒·兵)은 장기에 사용되는 기물 중 하나이다. 시작할 때 양측이 각각 5개의 기물을 가지고 시작하는데, 초(楚)는 졸을, 한(漢)은 병을 가지고 시작한다. 사(士)와 함께 소기물(小棋物)에 속한다.기물 점수는 2점이다

## 초기 배치
처음에 졸·병을 차릴 때 4번 가로선과 7번 가로선에 배치하게 된다. 
 이때 놓는 자리는 4번 가로선에는 41, 43, 45, 47, 49 에 놓게 되고, 7번 가로선에는 71, 73, 75, 77, 79에 놓게 된다.
배치를 할 때 각 졸·병의 위치에 따른 명칭은 다음과 같다.
- 41 & 71 의 병(졸) : 좌변병(졸)
- 43 & 73 의 병(졸) : 좌진병(졸)
- 45 & 75 의 병(졸) : 중앙병(졸)
- 47 & 77 의 병(졸) : 우진병(졸)
- 49 & 79 의 병(졸) : 우변병(졸)

## 기물의 이동

### 기본적인 행마법
졸(병)이 기본적으로 움직이는 방향은 다음과 같다.
기본적으로 졸·병은 전진하거나 좌·우로 한칸씩 이동을 할 수 있으나, 후진은 할 수 없다.

### 예외
만약 보기와 같이 졸(또는 병)이 상대의 궁성에 진입하게 되면 예외가 생기게 된다.
궁성에 진입을 하게 되면, 간선(間線)으로도 한칸 진격할 수 있게 되므로, 이동할 수 있는 경로가 늘어나게 되나 마찬가지로 간선을 따라 후퇴할 수 없다.

## 졸·병의 가치
점수제 방식의 대국에서는 각 기물의 점수적인 가치는 다음과 같다.
|             | 궁(장) | 차 | 포 | 마 | 상 | 사 | 졸·병 |
| 기물의 점수 | ∞      | 13 | 7  | 5  | 3  | 3  | 2     |

점수를 보면 졸과 병이 가장 낮은 점수를 가지고 있다.
하지만 위의 점수적인 가치는 절대적이지 않으며, 특히 종반전에서 졸·병이 상대방의 궁성 쪽으로 진격할수록 졸·병의 위력이 더 세지게 되므로 실제의 가치가 점수적인 가치와 차이가 나게 될 수도 있다.

## 지역 룰
본래 장기에는 없는 룰이지만, 대한장기협회 도쿄지부에서는 쇼기(일본식 장기)의 룰처럼 졸·병이 체스의 폰처럼 의무적으로 승격하는 규칙을 지역 룰로 규정하고 있다. 졸·병이 마지막 가로줄까지 진격하면 그 동시에 잡혀 있는 자신의 대기물(대기물) 차(車)·포(包)·마(馬)·상(象) 중 원하는 기물을 하나 골라 졸·병과 즉시 맞바꾼다.

## 샹치와의 차이점
- 한국식 장기에서는 졸·병이 처음부터 좌우 이동과 전진이 모두 가능하나 샹치에서는 강을 건너야 좌우 이동이 가능해진다.
- 한국식 장기에서는 졸·병이 상대방의 궁성에 진입하면 간선으로도 진격이 가능하나 샹치에서는 그렇지 않다.

## 관련 용어
- 합졸 (또는 합병) : 병졸을 띄워 놓지 않고 합쳐 놓는 것.[2]
- 독졸 (또는 독병) : 병졸이 합졸되지 않고 혼자 떨어져 있는 것.[2]